# Charles Metcalfe, I barone Metcalfe
Charles Theophilus Metcalfe, I barone Metcalfe (Calcutta, 30 gennaio 1785 – Malshanger, 5 settembre 1846), è stato un diplomatico e politico britannico.Fu governatore generale in India, Giamaica e Canada.

## Biografia

### I primi anni e la famiglia
Metcalfe nacque il 30 gennaio 1785 a Lecture House, Calcutta, all'epoca parte della Presidenza del Bengala. Era il figlio secondogenito di sir Thomas Metcalfe e di sua moglie, Susannah Selina Sophia. Suo padre era in India dal 1767 quando vi era giunto come cadetto dell'esercito britannico ed all'epoca della nascita di Charles era maggiore nell'Armata del Bengala. Successivamente divenne deputato alla Camera dei Comuni, direttore della Compagnia britannica delle Indie orientali e venne creato baronetto il 21 dicembre 1802. Thomas Metcalfe sposò Susannah a Calcutta nel 1782. Questa era figlia del mercante John Debonnaire, commerciante di Fort St. George, presso Madras, che successivamente si reinsediò a Capo di Buon Speranza. Quello era il suo secondo matrimonio, mentre la prima volta si era maritata col maggiore John Smith a Madras, rimanendovi sposata dal 1776 sino alla sua morte. I genitori tornarono in Inghilterra poco dopo la nascita del bambino.
La sorella maggiore di Charles, Emily Theophila, sposò successivamente il visconte Ashbrook. Un fratello minore, Thomas, riuscì a distinguersi come funzionario della Compagnia britannica delle Indie orientali.
Metcalfe trascorse quattro anni all'Eton College, nel Berkshire, prima di giungere nel Bengala il 1º gennaio 1801, un mese dopo il suo sedicesimo compleanno. Studiò quindi lingue orientali tra i primi studenti del neocostituito Fort William College.

### In India

#### L'inizio della carriera

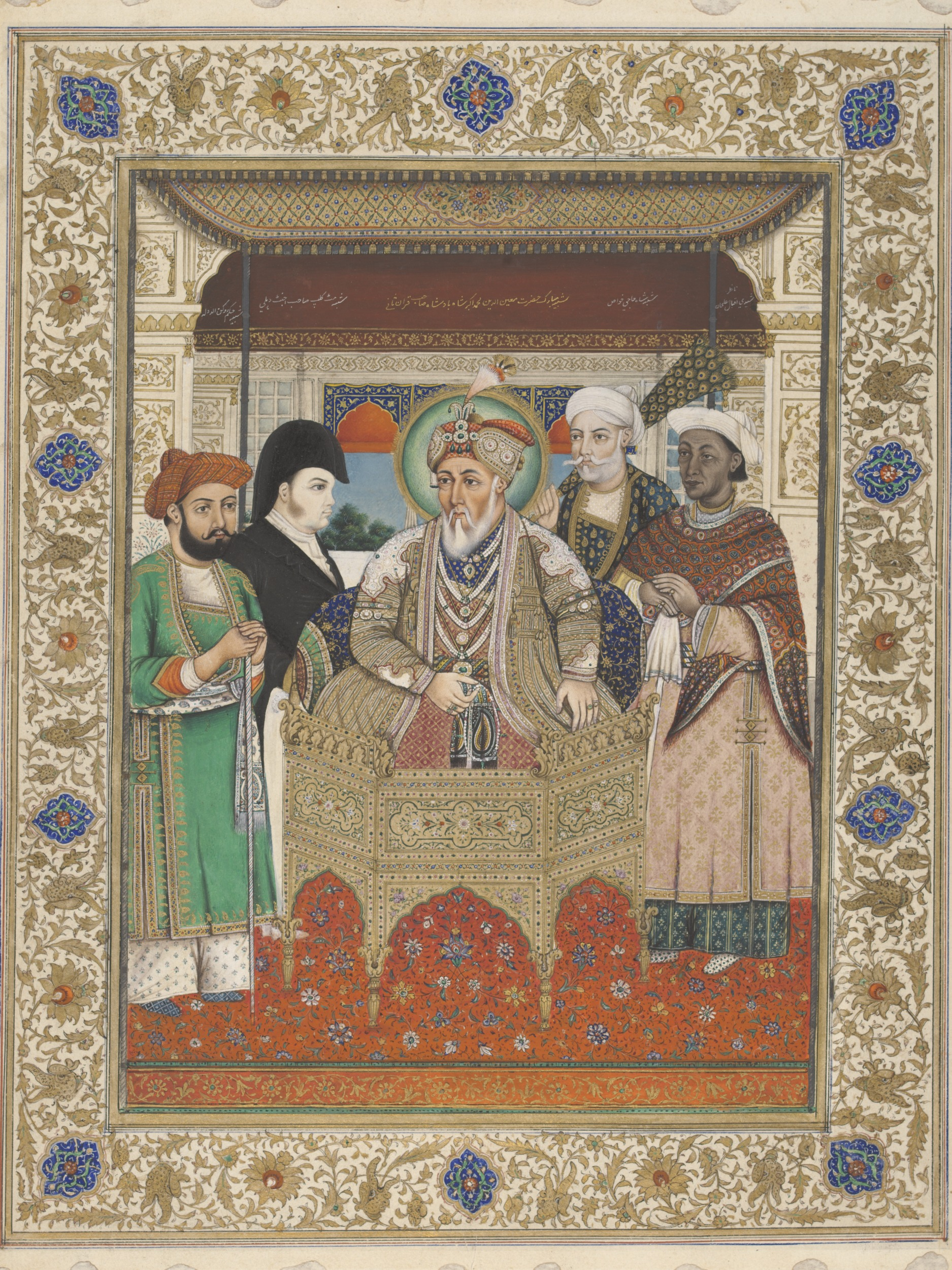
Ritratto di Akbar II con sir Charles Theophilus Metcalfe e dignitari di corte

All'età di diciannove anni, Metcalfe venne nominato assistente politico del generale Lake, che all'epoca stava conducendo l'ultima campagna della seconda guerra anglo-maratha contro Yashwantrao Holkar.
Nel 1808 venne scelto da Lord Minto come inviato alla corte di Ranjit Singh a Lahore; qui, il 25 aprile 1809, concluse l'importante trattato di Amritsar assicurando l'indipendenza degli stati sikh tra il Sutlej e lo Jumna.
Il suo primo incarico come residente a Delhi ebbe inizio il 25 febbraio 1811 per conto della Compagnia britannica delle Indie orientali (dal 1813 per conto del governo inglese), e nel 1819 ricevette da Lord Hastings la nomina a segretario. Dal 1820 al 1825 sir Charle (che succedette a suo fratello nella baronettia di famiglia nel 1822) venne posto come residente alla corte del nizam e successivamente venne convocato d'urgenza al suo precedente incarico a Delhi.

#### Agra

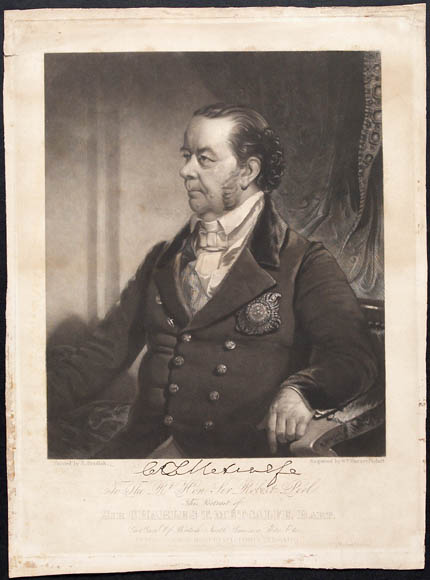
Il barone Metcalfe, Charles Theophilus, nel 1846.

Il 14 novembre 1834 venne insediato quale nuovo governatore della Presidenza di Agra ove rimase in tutto quattro mesi sino al 20 marzo 1835.

#### Governatore generale provvisorio dell'India
Nel 1827 ottenne un seggio al supremo consiglio dell'India e nel marzo del 1835, dopo aver svolto l'incarico di primo governatore della presidenza di Agra, succedette provvisoriamente a Lord William Bentinck quale governatore generale dell'India britannica (1835–36). Nell'anno in cui occupò tale incarico, prese ad ogni modo decisioni importanti, incluso il ripristino della libertà di stampa, facendosi benvolere dalla popolazione ma riscontrando problemi con l'amministrazione coloniale inglese al punto che nel 1838 diede le proprie dimissioni dalla Compagnia britannica delle Indie orientali. Nel 1835 venne inoltre nominato cavaliere di gran croce dell'Ordine del Bagno.

#### Le Province nord-occidentali
Metcalfe venne quindi nominato vicegovernatore delle Province nord-occidentali dal 1º giugno 1836 al 1º giugno 1838.
Nel 1838 si ritirò dal servizio attivo per la Compagnia britannica delle Indie orientali e rientrò in Inghilterra.

### In Giamaica

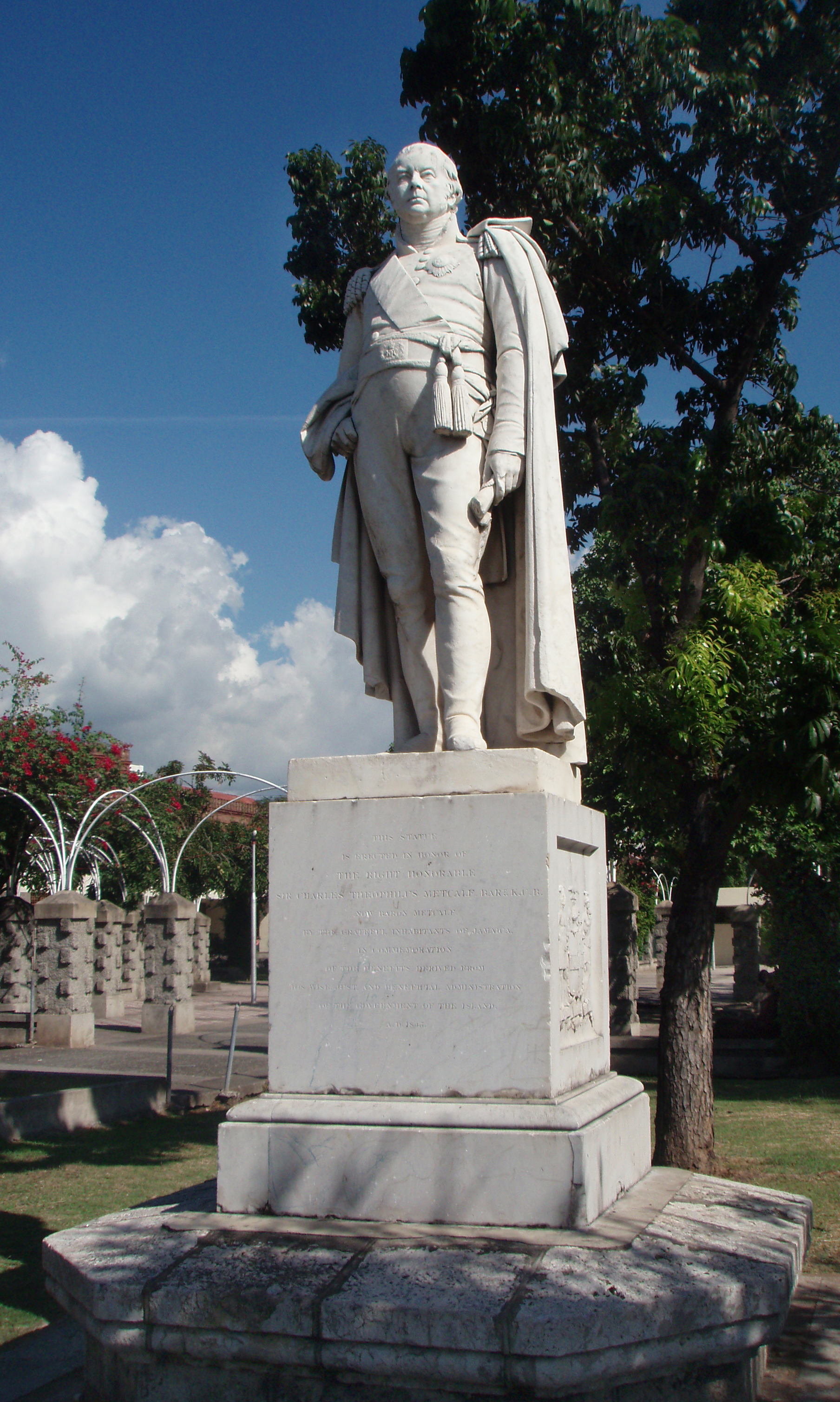
Monumento a Charles Metcalfe a St. William Grant Park a Kingston, Jamaica

Nel 1839 accettò la nomina a parte del governo inglese a governatore della Giamaica, dove le difficoltà relative al settore del lavoro dove la recente emancipazione degli schiavi richiedeva alte doti di tatto ed abilità politica. L'amministrazione di Metcalfe riuscì a sopperire alle mancanze di lavoratori e contribuì a creare un notevole senso di unità anche tra differenti fazioni. La sua salute ad ogni modo lo costrinse a dimettersi il 24 maggio 1842 e per questo egli lasciò la Giamaica per l'Inghilterra.

### In Canada
Sei mesi dopo, venne nominato dal ministero Peel all'incarico di governatore generale della provincia del Canada con l'incarico di resistere allo sviluppo del governo responsabile. Da subito però si aprì uno scontro tra Metcalfe ed i capi dell'assemblea legislativa, Robert Baldwin e Louis-Hippolyte Lafontaine. Malgrado il cancro che lo stava lentamente divorando, Metcalfe combatté per preservare le prerogative della Corona ed il controllo del governatore sull'amministrazione locale. Ad ogni modo dovette fare delle concessioni per ottenere il supporto dei locali come ad esempio garantire l'amnistia generale ai ribelli del 1837-1838 ed abbandonare l'anglicizzazione forzosa della popolazione francofona.

### Gli ultimi anni
I successi ottenuti da Metcalfe nel corso della sua carriera, ed in particolare quelli in Canada, gli valsero la ricompensa di un titolo nobiliare poco dopo il suo ritorno in Inghilterra; ottenne il titolo di barone Metcalfe, di Fern Hill nella Contea del Berkshire nel 1845. Metcalfe morì per un cancro alla pelle a Malshanger presso Oakley, non distante da Basingstoke, il 5 settembre 1846. Venne sepolto non distante dalla sua residenza ufficiale posta a Fernhill Park, Winkfield, non distante da Windsor, nella locale chiesa parrocchiale.

## Unione e figli
Mentre si trovava a Lahore, Metcalfe iniziò una relazione con una donna sikh con la quale ebbe tre figli. Metcalfe si dimostrò sempre aperto nelle relazioni nella sua vita, e si prese cura attivamente dei suoi figli, facendoli studiare in Inghilterra. Uno di questi, James Metcalfe, divenne tenente colonnello nell'Armata del Bengala.